# Ritorno dai campi
Il dipinto Ritorno dai campi è opera di Vincenzo Cabianca e si inserisce nel periodo in cui, a Firenze, il pittore fu a stretto contatto con i Macchiaioli.

## Storia e descrizione
Quest'opera, che risale al periodo fiorentino di Vincenzo Cabianca, mostra che il contatto con il mondo pittorico dei Macchiaioli si era già sedimentato e che l'artista aveva maturato l'esperienza del rapporto luce-colore. Nel 1855 si era trasferito Firenze, frequenta il Caffè Michelangelo ed era diventato amico di Telemaco Signorini e di Odoardo Borrani, con i quali si recava a dipingere all'aperto.
Il grande carro, pieno di paglia dorata, s'impone al centro del dipinto. Il taglio di luce bianca, proveniente da un sole già calante, schizza di bianco alcune zone del carro e il dorso dei buoi. Le tre figure che siedono sul carro forse sono in viaggio verso da una festa estiva contadina. La ragazza che tiene le redini in mano ha una coroncina di foglie sulla testa; una bambina ha un grazioso cappellino sulla testa e una donna porta un cappello, dalla larga e ombreggiante tesa. Un uomo, di spalle, cammina accanto al carro e spinge i buoi che, tra le corna e sul muso, hanno un forte cordone rosso. Più che un ritorno dai campi, il soggetto del quadro sembra quindi suggerire un trasporto verso una festa di una famiglia di agricoltori.
Macchie di luce e macchie di colore rendono viva la scena. L'artista ha osservato attentamente la scena: la luce in una particolare ora del giorno, gli abiti, i cappelli, i ciuffi di paglia. La scena si svolge in un'atmosfera di serenità e di diretto contatto con la natura. In questo periodo Cabianca ha dipinto altri quadri a soggetto rurale e popolare, fra cui La partenza della paranza e Le contadine della Toscana (1861). Di poco anteriori sono i dipinti Porcile al sole e Donna con un porco contro il sole (1859-1860). Il viaggio a Parigi del 1861 e, in particolare la conoscenza dell'opera pittorica di Alexandre-Gabriel Decamps, avevano accentuato in lui il gusto per i giochi di luce e per un forte chiaroscuro.

### Esposizioni
- 1963, Macchiaioli ed altri maestri dell'800 italiano, Firenze[4]
- 1975, Toskanische Impressionem, Bayerische Staatsgemäldesammlungen, Monaco di Baviera[5]
- 1991, Il lavoro e l'uomo Il lavoro dell'uomo da Goya a Kandinskij, Braccio di Carlo Magno, Città del Vaticano[6]
- 2020 -2021, I Macchiaioli, Capolavori dell'Italia che risorge, Palazzo Zabarella, Padova